# تپه شهر سوخته ۱۸
تپه شهر سوخته ۱۸ مربوط به هزاره سوم و ۲ قم است و در شهرستان زابل، ۹/۵ کیلومتر شمال شرق پایگاه شهرسوخته واقع شده و این اثر در تاریخ ۲۴ اسفند ۱۳۸۳ با شمارهٔ ثبت ۱۱۴۸۶ به‌عنوان یکی از آثار ملی ایران به ثبت رسیده است.